# أسل مزخرف
أسل مزخرف (الاسم العلمي: Juncus pictus) نوع نباتي يتبع جنس الأسل وينتمي إلى الفصيلة الأسلية.